# Samuel Yaffe-Schlesinger
Pour les articles homonymes, voir Schlesinger et Yaffe.
Samuel Akiva Yaffe-Schlesinger, né en 1939, à Eisenstadt (Autriche), est un rabbin français orthodoxe non-consistorial. Il officie à Strasbourg, dans la synagogue Etz-Haïm qui a succédé à la synagogue de la rue Kageneck,. La synagogue Etz-Haïm suit le rite ashkénaze de Francfort.

## Jeunesse et études
Samuel Yaffe-Schlesinger naît à Eisenstadt, en Autriche, dans une famille descendant d'une longue lignée de rabbins.
Il fait partie d'une fratrie de six enfants. Son père est le rabbin Mordechai Yaffe-Schlesinger, le dernier rabbin de Eisenstadt, avant la Seconde Guerre mondiale.  
En 1939, Samuel Yaffe-Schlesinger est dans sa première année, quand sa famille quitte l'Europe, devant la montée du nazisme, pour aller en Palestine mandataire. Elle s'installe à Jérusalem, dans le quartier de Meah Shearim, dans les Batei Ungarin. Elle va ensuite à Tel Aviv, où Mordechai Yaffe-Schlesinger devient un membre du Beth Din.
Samuel Yaffe-Schlesinger fait ses études rabbiniques à la Yechiva de Slobodka en Israël, ainsi qu'à New York, auprès de l'un des grands décisionnaires en matière de loi juive du XXe siècle, le rabbin Moshe Feinstein. Avant son arrivée  à Strasbourg, il avait commenté et édité Yad David, l'œuvre classique de David Sintzheim, qui fut le président du Sanhédrin créé par Napoléon,,.

## Grand-Rabbin
Talmudiste et orateur de renom, le rabbin Samuel Yaffe-Schlesinger supervise sa propre cacherouth indépendante du Consistoire,. 
Il supervise un Kollel à Strasbourg dans sa synagogue dénommé Yad David-Beth Hamidrash.
Il fait partie de la Conférence des Rabbins Européens.

## Famille
Son épouse, Sara Yaffe-Schlesinger (née Kruger), née en 1934 à Bruxelles, est une des cinq enfants du rabbin Chaim Tzvi Kruger, un rabbin hassidique originaire d' Ukraine et rabbin à Bruxelles avant la Seconde Guerre mondiale, qui suggère durant la guerre le consul du Portugal à Bordeaux, Aristides de Sousa Mendes, à délivrer des milliers de visas aux réfugiés juifs dans cette ville. Sara Yaffe-Schlesinger est morte le 10 juillet 2024 à l'âge de 90 ans à Jérusalem, en Israël. Elle est enterrée le même jour au Mont des Répits à Jérusalem.
Son frère, Abraham Yaffe-Schlesinger, occupe également des fonctions rabbiniques à Genève, en Suisse, avant de prendre sa retraite en Israël.  
Ses fils les rabbins Yisroel David Schlesinger et Yehoshua Eliezer Schlesinger sont rabbins, respectivement de Shaarei Tefillah et de Kehilas Bais Avrohom à Monsey État de New York,.